# 밤나무산누에나방
밤나무산누에나방(어스렝이나방, 학명: Caligula japonica)은 밤나무를 먹고 사는 산누에나방의 일종이다. 밤나무산누에나방은 날개를 편 길이가 l00∼120mm나 되는 대형나방으로 성충은 연 1회 7∼9월 중 발생하고, 주로 한국·일본·대만·중국 등에 분포하고 있다.
번데기는 얼기설기한 그물망 같은 고치속에 잠들어 있으며 10월 중순경에 날개돋이 한다. 그물 고치는 한쪽이 봉합되어 있지 않으므로 안에서 밀고 나올 수 있지만 바깥에서는 들어갈 수 없는 구조다.
많은 수가 기생을 당하여 성충으로 탈바꿈하는 비율은 20퍼센트 정도에 불과하다. 생육환경이 맞아 떨어지면 대량발생 하지만 자주 있는 일은 아니다. 다른 여타의 곤충도 마찬가지로서 유난히 눈에 띄게 발생량이 늘어나는 해가 있다.
기후변화로 인한 이상고온으로 평창에서 북방면 능평리 지역에서 약 20ha에 돌발적으로 발생되어, 개체수가 많이 발견된 이후 점차 확산되면서 2015년까지 홍천군 전역 47ha면적에서 개체수가 확인됐다. 주로 밤나무와 상수리나무, 참나무 잎을 먹고 자라 잎을 상하게 해 수목 생장이 저해되는 등 수목에 피해를 주고 있다. 산림해충으로 강원도, 경기도에서 대량 발생한다.

## 참조
1. ↑  http://book.naver.com/bookdb/book_detail.nhn?bid=225606
2. ↑  “칼로 찢어도 안 되는데... 밤나무산누에나방 번데기집 탈출기 오마이뉴스”. 2021년 10월 19일.
3. ↑  홍천군, 밤나무 산누에나방 유충 집중 방제
4. ↑  홍천군, 밤나무 산누에나방 집중 방제
5. ↑  평창군, 밤나무산누에나방 등 병해충 방제 총력 대응
6. ↑  양평군 밤나무 산누에나방 애벌레 창궐… 산림피해 확산